# ウィリアム・P・レイサム
ウィリアム・ピーターズ・レイサム・Sr.（William Peters Latham, Sr.、1917年1月4日 ルイジアナ州シュリーブポート - 2004年2月24日 テキサス州デントン）は、アメリカの作曲家、音楽教育者である。姓はラサム、ラザムとも。

## 教育者としての経歴[1]
レイサムはケンタッキー州、オハイオ州、ニューヨーク州で教育を受け、シンシナティ大学音楽院で作曲と理論の学位を取得。その後、ニューヨーク州ロチェスターにあるロチェスター大学のイーストマン音楽学校で作曲の博士号（Ph.D.）を取得した（1951年）。作曲については主にユージーン・エインズリー・グーサンズとハワード・ハンソンに師事した。
1946年から1965年までノーザン・アイオワ大学で理論と作曲を教え、1959年に音楽学の教授に就任した。1965年には、ノース・テキサス大学音楽学部の音楽学の教授兼作曲コーディネーターとして教鞭を執った。1969年、音楽学研究科長に就任。1978年には同大学の最高位である特別功労音楽教授に昇格した。当時、このような栄誉に浴した本学の教員は、他に7名しかいなかった。1984年6月に現役を引退し、1984年11月には理事会より正式に名誉教授に任命された。

## 作曲
レイサムは118の作品を作曲した。これまでに62の作品が出版され、56の作品は原稿のままだが、全曲が演奏されている。作品の多くはアメリカ、カナダ、ヨーロッパ、日本で演奏されている。レイサムは数々の賞や委嘱を受けている。シンシナティ交響楽団、イーストマン・ロチェスター・フィルハーモニー管弦楽団、ダラス交響楽団、セントルイス交響楽団、ベルギーのブリュッセルとオランダのヒルベルスムのラジオ・オーケストラなどでレイサムの作品が演奏されており、ユージーン・エインズリー・グーサンズ、ハワード・ハンソン、ソー・ジョンソン、アンシェル・ブルシロウ、ジョン・ジョルダーノ、ワルター・ジュスキントなどの著名な指揮者の下で演奏されている。
レイサムは聖歌とバンド音楽の作曲家として秀でていた。Dodecaphoni SetやFusionといったバンド音楽では、現代的技法を大胆に実験した。Fusionでは非対称的なリズムの巧みな適用によって原子融合過程を音楽用語へと翻訳しようと努めた。

## 死去
レイサムは2004年2月24日、テキサス州デントンで死去した。

## 作品[2][3]

### 劇音楽
- 1941年 A Modern Trilogy - バレエ
- 1980年 Orpheus in Pecan Springs - オペラ
- 1991年 Orpheus in Cow Town - ソリスト、合唱、オーケストラ、バレエのための劇カンタータ

### オーケストラ作品
- 1939年 シャロットの女 - The Lady of Shalott
- 1939年 Suggestions
- 1941年 フルート、弦楽器、ハープのための「幻想協奏曲」- Fantasy concerto for flute, strings, and harp
- 1946年 バイオリンとオーケストラのための「幻想曲」- Fantasy for violin and orchestra
- 1947年 And Thou America
- 1950年 交響曲第1番 - Symphony no. 1
- 1951年 トランペットと弦楽器のための組曲 - Suite for trumpet and strings
- 1953年 交響曲第2番「シンフォニエッタ」 - Symphony no. 2 (Sinfonietta)
- 1960年（1962年改訂）2本のサクソフォーンと吹奏楽のための「コンチェルト・グロッソ」 - Concerto Grosso for two saxophones and wind ensemble
- 1968年（1969年改訂）サクソフォーンと吹奏楽のための「コンチェルティーノ」 - Concertino for saxophone and symphonic winds
- 1969年 American Youth Performs
- 1978年 Jubilee 13/50
- 1983年 Supernova
- 1994年 ピアノとオーケストラのための「Excelsior K-2」 - Excelsior K-2 for piano and orchestra

### コンサートバンド
- 1954年 ブライトン・ビーチ - Brighton Beach
- 1955年 誇り高き遺産/栄光の遺産 - Proud Heritage
- 1955年 序曲Il Pasticcio
- 1956年 3つのコラール前奏曲 - Three Chorale Preludes
- 1957年 コート・フェスティバル - Court Festival
- 1959年 オナーズ・デイ - Honors Day
- 1959年 パッサカリアとフーガ - Passacaglia and Fugue
- 1961年 Quiet Tune
- 1962年 プリマス・バリエーションズ - Plymouth Variations
- 1962年 Silver Anniversary Suite
- 1964年 コンサートマーチThree by four
- 1965年 エスカペイズ - Escapades
- 1965年 ディオニソスの祭り - Dionysian Festival
- 1966年 ドデカフォニック・セット - Dodecaphonic Set
- 1967年 Serenade
- 1969年 トランペットとコンサートバンドのためのFantasy
- 1971年 プレイヤーズ・イン・スペース - Prayers in Space
- 1973年 ジレンマ - Dilemmae
- 1974年 プロレゴメナ  - Prolegomena
- 1975年 Revolution!
- 1975年 Fusion
- 1979年 March 6
- 1983年 Drones, Airs and Games
- 1995年 サマータイム組曲 - Suite Summertime
- 1999年 Y2K – The New Millennium March

### 室内楽
- 1938 - 40年 3 string quartets
- 1938 - 39年 3 string trios
- 1947年 オーボエソナタ
- 1949年 バイオリンソナタ
- 1954年 フルートとピアノのための「バロック・スタイルによる組曲」 - Suite in Baroque Style for Flute and Piano
- 1959年 リコーダーとハープシコードのためのソナタ
- 1971年 アルトサクソフォーンとピアノのための「Sisyphus 1971」
- 1974年 フルートとピッコロのための9つの小品「Preludes before Silence」
- 1977年 ユーフォニアムとピアノのための「Eidolons」
- 1978年 アルトサクソフォーンのための「Ex Tempore」
- 1984年 クラリネットとピアノのための「吟遊詩人イオン」 - Ion, the Rhapsode for Clarinet and Piano

### 合唱・歌
- 1942年 バリトンとオーケストラのための「River to the Sea」
- 1943年 合唱とオーケストラのための「Peace」
- 1945年 合唱のための「Prayer after World War」
- 1951年 合唱、オルガン、ピアノ、シンバルのための「Prophecy of Peace」
  - 1952年 合唱・オーケストラ版
  - 1961年 合唱・小編成吹奏楽版
- 1952年 カンタータ「The Ascension of Jesus」
- 1954年 詩篇130篇 - Psalm 130
- 1954年 詩篇148篇 - Psalm 148
- 1958年 合唱とオーケストラのための「Music for 7 Poems」
- 1962年 合唱のためのカンタータ「Blind with Rainbows」
- 1964年 合唱、吹奏楽、オルガンのための「テ・デウム」 - Te Deum for Chorus, Wind Ensemble, and Organ
- 1972年 合唱、ロックグループ、テープ、グル、バンドのための「The Music Makers」
- 1974年 ソプラノ、弦楽器、打楽器のための「A Lenten Letter」
- 1977年 合唱のための「聖ダビデのミサ」- St. David’s Mass for Chorus
- 1978年 合唱のための「エピグランマタ」- Epigrammata for Chorus
- 1981年、1982年 合唱、テノール、テープ上のアナウンサー、バスドラム、シンバル、スラップスティックのための「Gaudeamus Academe」
- 1981年 ソプラノ、フルート、打楽器のための8曲「テ・デウム・テハス」- Te Deum Tejas, 8 songs for Soprano, Flute, and Percussion
- 1985年 合唱、金管五重奏、ピアノのための「Bitter Land」
- 1987年 合唱とオルガンのための交唱歌「My Heart Sings」
- 1988年 児童合唱のための「Missa Novella」
- 1988年 ソプラノとピアノのための3曲「Metahpors」
- 1989年 ソプラノ、テノール、ピアノのためのカンタータ「A Green Voice」
- 1990年 バリトンとオーケストラのためのカンタータ「The Sacred Flame」
- 1994年 合唱、ピアノ、打楽器のための「Only in Texas」
- 1996年 高声部のための3曲「Requiem for My Love」